# Jimmy Phipps
James „Jimmy“ Phipps (* 3. Juli 1912 in New York City; † 2007) war ein US-amerikanischer Jazz- und Rhythm-and-Blues-Musiker (Piano).

## Leben und Wirken
Phipps hatte ersten Unterricht bei William Francis und spielte ab den frühen 1930er-Jahren in der New Yorker Jazzszene u. a. mit dem Sänger George „Bon Bon“ Tunnell, mit dessen Band Bon Bon and His Buddies 1941 erste Plattenaufnahme entstanden, darunter den Benjamin/Durham-Popsong „I Don’t Want to Set the World On Fire“ (Decca). In den folgenden Jahren arbeitete er u. a. mit Lem Johnson, Dud Bascomb („Walkin’ Blues“, 1946) und mit Clyde Bernhardt and His Blue Blazers. In der Band von Edmond Hall trat er im Café Society auf. Von 1946 bis 1950 war er Mitglied des Erskine Hawkins Orchestra. Im Bereich des Jazz war er zwischen 1941 und 1950 an elf Aufnahmesessions beteiligt. In den folgenden Jahren spielte er noch (u. a. mit Jerome Darr, Abie Baker, Al Hall, Gene Brooks) in der Rhythm & Blues Band von Jimmy Wright.